# Herzog von Luynes

Wappen von Charles d’Albert, duc de Luynes

Der Titel Herzog von Luynes (Duc de Luynes) wurde im August 1619 von König Ludwig XIII. für seinen Günstling Charles d’Albert geschaffen.

## Geschichte
Ältester bekannter Vorfahr war Thomas d’Albert († 1455), Bailli von Valentinois. Sein Urenkel Léon d’Albert († 1544) heiratete Jeanne de Ségur, Dame de Luynes. Deren Enkel Charles d’Albert wurde 1606 zum Marquis erhoben und 1619 zum Duc de Luynes. Das Herzogtum Luynes bestand ursprünglich aus der Grafschaft Maillé in der Touraine einschließlich der davon abhängigen Gebiete, die wiederum aus der Baronie Maillé und der Herrschaft Rochecorbon gebildet worden war. Der Name wurde vom Ort Luynes (heute ein Stadtteil von Aix-en-Provence) übernommen, der zur Besitz des Hauses Albert gehörte. 1663 wurde das Herzogtum um die Baronie Semblançay, die Vizegrafschaft Tours und die Châtellenies Les Ponts-de-Tours und Neuvy-le-Roi erweitert. 1669 kamen die Châtellenie Crassay und die Herrschaft La Châtaigneraie hinzu.
Charles’ Enkel Charles Honoré d’Albert, 3. Duc de Luynes (1646–1712) erbte 1663 den Titel Duc de Chevreuse und wurde 1698 Duc de Chaulnes.
Gegenwärtiges Familienoberhaupt ist Philippe d’Albert de Luynes, 13. Duc de Luynes, Duc de Chevreuse (* 1977) mit Familiensitz auf Schloss Schloss Luynes im Loiretal und Schloss Dampierre (Yvelines) bei Paris.

## Herzöge von Luynes

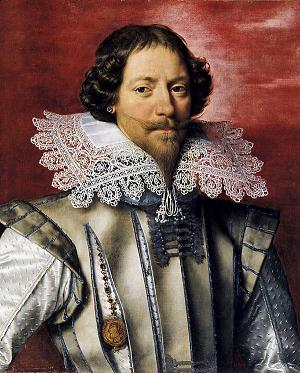
Charles d’Albert (1578–1621), 1. Herzog von Luynes

1. 1619–1621: Charles d’Albert (1578–1621), 1. Duc de Luynes
2. 1621–1690: Louis Charles d’Albert (1620–1690), dessen Sohn, 2. Duc de Luynes
3. 1690–1712: Charles Honoré d’Albert (1646–1712), dessen Sohn, 3. Duc de Luynes
4. 1712–1758: Charles Philippe d’Albert (1695–1758), dessen Enkel, 4. Duc de Luynes
5. 1758–1771: Charles Louis d’Albert (1717–1771), dessen Sohn, 5. Duc de Luynes
6. 1771–1807: Louis Joseph Charles Amable d’Albert de Luynes (1748–1807), dessen Sohn, 6. Duc de Luynes
7. 1807–1839: Charles Marie d’Albert (1783–1839), dessen Sohn, 7. Duc de Luynes
8. 1839–1867: Honoré Théodoric d’Albert de Luynes (1802–1867), dessen Sohn, 8. Duc de Luynes
9. 1867–1870: Charles Honoré Emmanuel d’Albert de Luynes (1846–1870), dessen Enkel, 9. Duc de Luynes.
10. 1870–1924: Honoré Charles d’Albert (1868–1924), dessen Sohn, 10. Duc de Luynes
11. 1924–1993: Philippe d’Albert de Luynes (1905–1993), dessen Sohn, 11. Duc de Luynes
12. 1993–2008: Jean d’Albert de Luynes (1945–2008), dessen Sohn, 12. Duc de Luynes
13. seit 2008: Philippe d’Albert de Luynes (* 1977), dessen Sohn, 13. Duc de Luynes, Duc de Chevreuse

Siehe auch Haus Albert

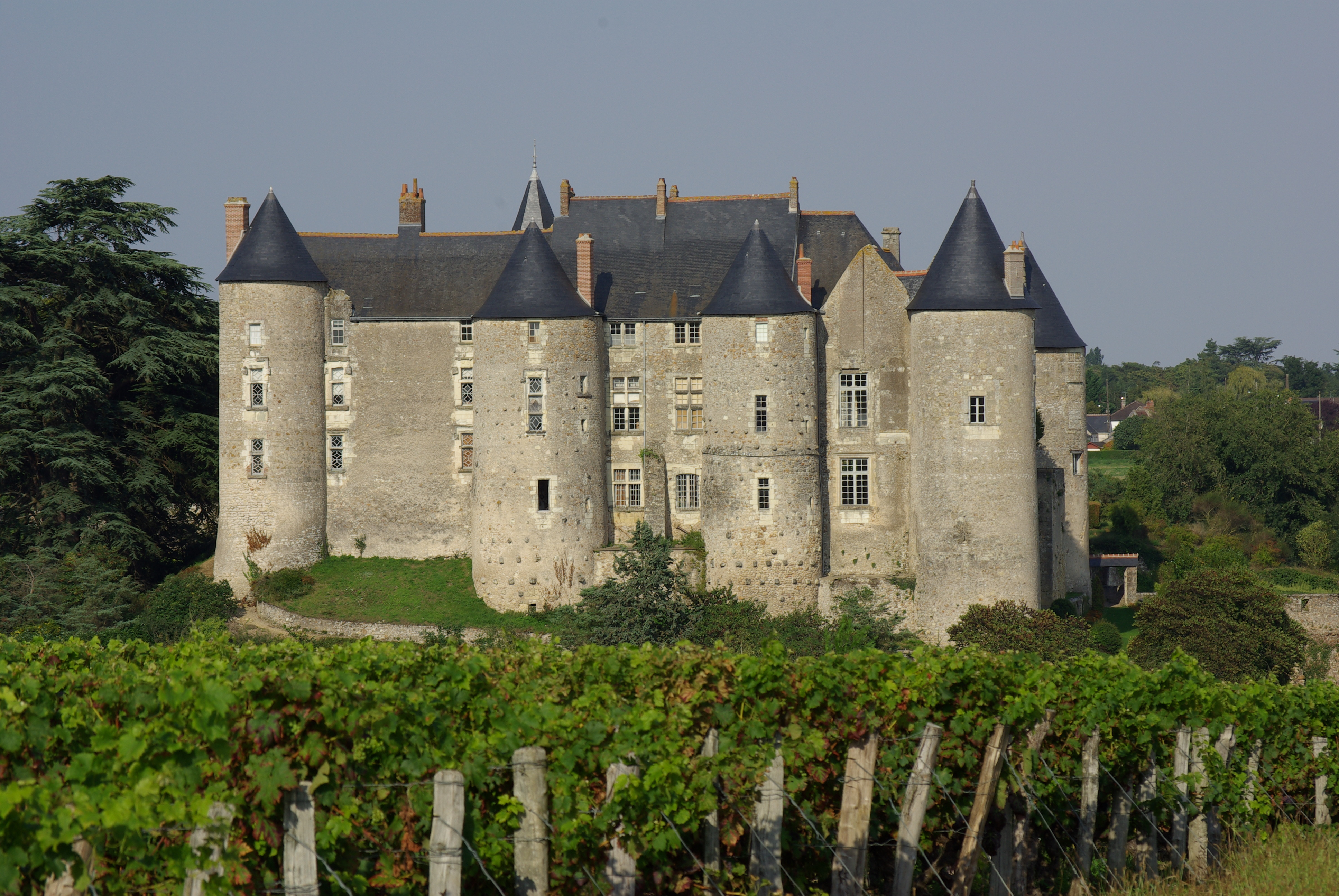
Schloss Luynes im Loiretal
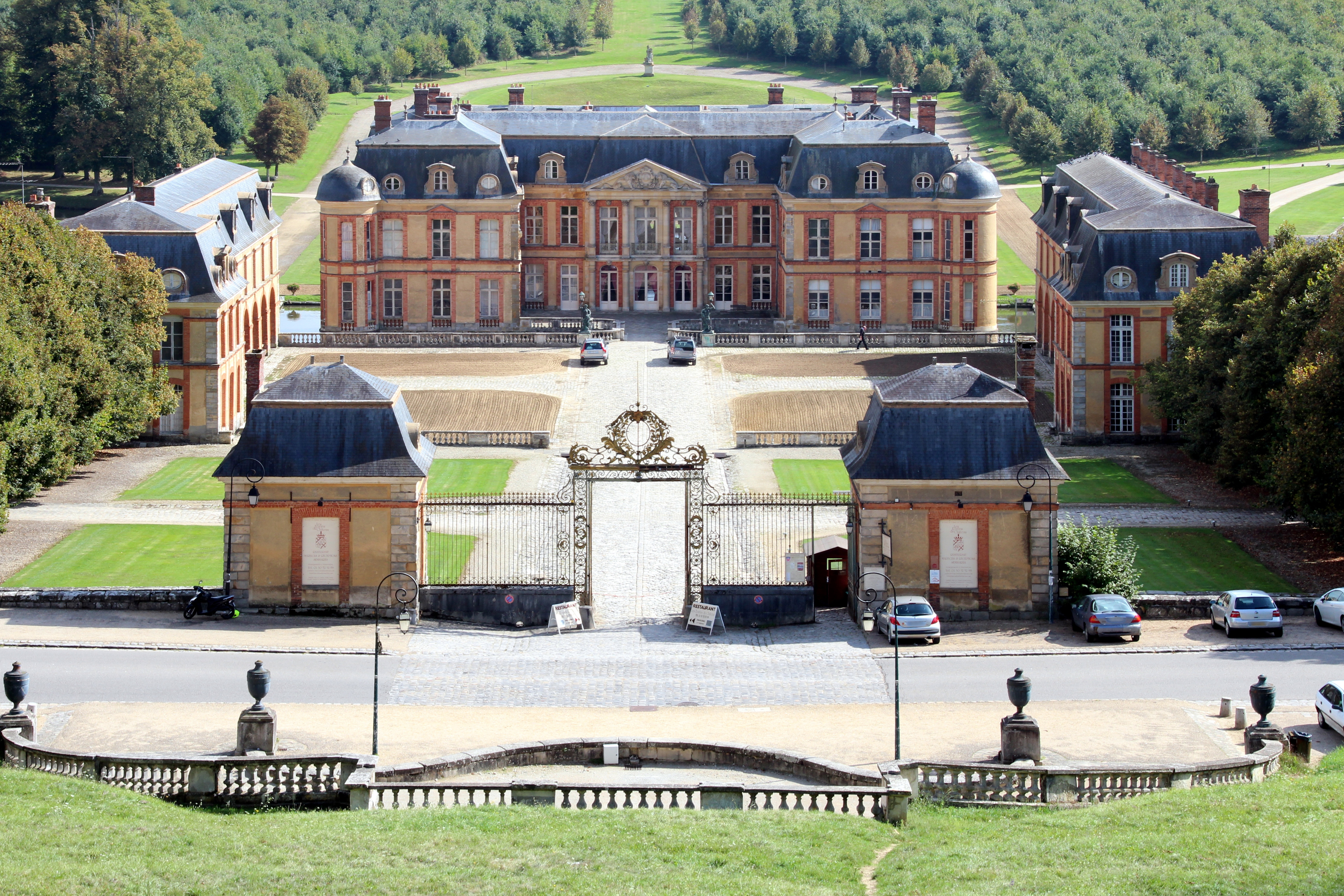
Schloss Dampierre (Yvelines)